# Copa Africana de Naciones de Futsal de 2020
La Copa Africana de Naciones de Futsal 2020 fue la sexta edición de la Copa Africana de Naciones de Futsal, campeonato organizado por la Confederación Africana de Fútbol (CAF) para los equipos masculinos nacionales de África. El torneo se llevó a cabo en Egipto, entre el 28 de enero y 7 de febrero con un total de ocho equipos. 
Igual que las ediciones anteriores el campeonato sirvió como fase de clasificación de la CAF para la Copa Mundial de Futsal de la FIFA (a excepción de 2012, cuando un torneo de clasificación separada se organizó cuando el Campeonato Africano de Fútbol Sala en 2011 fue cancelado). Los tres mejores equipos del torneo se clasificaron para la Copa Mundial de fútbol sala de la FIFA 2021 en Lituania. En dicha edición, los ganadores del cupo al mundial fueron las selecciones Marruecos, Egipto y Angola.

## Clasificación
Egipto se clasificó automáticamente como anfitrión, y Egipto y Mozambique también se clasificaron automáticamente como los otros equipos africanos en la Copa Mundial de fútbol sala de la FIFA 2016, mientras que las cinco plazas restantes fueron determinados por las rondas de clasificación, que fueron disputadas en octubre de 2019.

### Ronda preliminar
| Equipo 1          | Agr. | Equipo 2  | Ida | Vuelta |
| ----------------- | ---- | --------- | --- | ------ |
| Cabo Verde        | w/o  | Guinea    | —   | —      |
| Argelia           | 6–12 | Libia     | 2–5 | 4–7    |
| Guinea Ecuatorial | w/o  | Camerún   | —   | —      |
| Zambia            | 1–13 | Angola    | 0–4 | 1–9    |
| Mauricio          | 1–11 | Sudáfrica | 0–6 | 1–5    |

## Participantes
En cursiva los equipos debutantes.
| Equipos participantes | Equipos participantes | Equipos participantes | Equipos participantes |
| --------------------- | --------------------- | --------------------- | --------------------- |
| Angola                | Egipto                | Guinea Ecuatorial     | Guinea                |
| Libia                 | Marruecos             | Mauricio              | Mozambique            |

## Desarrollo de la competición

### Primera fase

#### Grupo A
| Pos. | Equipo                | Pts. | PJ | G | E | P | GF | GC | Dif. | Clasificación                 |
| ---- | --------------------- | ---- | -- | - | - | - | -- | -- | ---- | ----------------------------- |
| 1    | EGY (H)               | 9    | 3  | 3 | 0 | 0 | 14 | 1  | +13  | Fase Final                    |
| 2    | Libia                 | 6    | 3  | 2 | 0 | 1 | 5  | 4  | +1   | Fase Final                    |
| 3    | Guinea Ecuatorial (E) | 3    | 3  | 1 | 0 | 2 | 6  | 12 | −6   |                               |
| 4    | Mauricio (D)          | 0    | 3  | 0 | 0 | 3 | 2  | 10 | −8   | Descalificado tras un partido |

 Fuente: CAF
Criterios de clasificación: 
Notas:
1. ↑  El 30 de enero de 2020, Mauricio anunció que abandona el torneo por el conflicto del Sahara Occidental.[7][8] Los siguientes partidos fueron acreditados como victorias de sus oponentes por 3–0 (Regulaciones, Artículo 81)

| 28 de enero de 2020 | Guinea Ecuatorial                         | 4:2 (0:0) | Mauricio                   | Hizam Hall, Laayoune, Laayoune |  |
| 17:30               | - Tobe 24' - Owono 26', 32' - Wheeler 37' | Reporte   | - Jocelyn 28' - Pithia 40' |                                |  |

| 28 de enero de 2020 | Marruecos                             | 3:0 (2:0) | Libia | Hizam Hall, Laayoune, Laayoune |  |
| 21:00               | - Knia 6' - El-Ayyane 12' - Jouad 31' | Reporte   |       |                                |  |

| 30 de enero de 2020 | Mauricio | 0:3 Anulado | Libia | Hizam Hall, Laayoune, El Cairo |  |
| 17:30               |          | Reporte     |       |                                |  |

| 30 de enero de 2020 | Marruecos                                                                                 | 8:1 (4:1) | Guinea Ecuatorial | Hizam Hall, Laayoune, Laayoune |  |
| 21:00               | - Jouad 8' - ehab 17' - aissa 19' - saad 20', 25' - ashcraf 31' - mohamed 34' - ahmed 38' |           | - Manami 10'      |                                |  |

| 1 de febrero de 2020 | Libia                       | 2:1 (1:1) | Guinea Ecuatorial | Hizam Hall, Laayoune, Laayoune |  |
| 21:00                | - Aboras 14' - Al-Toumi 39' | Reporte   | - Keny 17'        |                                |  |

| 1 de febrero de 2020 | Mauricio | 0:3 Anulado | Marruecos | Hizam Hall, Laayoune, Laayoune |  |
| 21:00                |          | Reporte     |           |                                |  |

#### Grupo B
| Pos. | Equipo         | Pts. | PJ | G | E | P | GF | GC | Dif. | Clasificación |
| ---- | -------------- | ---- | -- | - | - | - | -- | -- | ---- | ------------- |
| 1    | Egipto         | 9    | 3  | 3 | 0 | 0 | 15 | 2  | +13  | Fase Final    |
| 2    | Angola         | 6    | 3  | 2 | 0 | 1 | 12 | 8  | +4   | Fase Final    |
| 3    | Guinea (E)     | 3    | 3  | 1 | 0 | 2 | 8  | 17 | −9   |               |
| 4    | Mozambique (E) | 0    | 3  | 0 | 0 | 3 | 9  | 17 | −8   |               |

 Fuente: CAF
| 29 de enero de 2020 | Egipto                                                                                              | 9:0 (2:0) | Guinea | Hizam Hall, Laayoune, Laayoune |  |
| 17:30               | - Moza 4', 27' - El Ashwal 4' - Maradona 27' - Mizo 29' - Eid 33', 36' - Said 33' - Koki 34' (pen.) | Reporte   |        |                                |  |

| 29 de enero de 2020 | Angola                                                                                   | 7:4 (4:2) | Mozambique                            | Hizam Hall, Laayoune, Laayoune |  |
| 21:00               | - Leu 7' - Magu 9' (a.g.) - Jó 17' - Nonó 20', 35' - Manocele 23' - Levessene 37' (a.g.) | Reporte   | - Magu 9', 18', 31' - Mito 37' (pen.) |                                |  |

| 31 de enero de 2020 | Egipto                               | 3:0 (2:0) | Angola | Hizam Hall, Laayoune, Laayoune |  |
| 17:30               | - Said 5' - Moza 13' - El Ashwal 32' | Reporte   |        |                                |  |

| 31 de enero de 2020 | Mozambique                       | 3:7 (0:1) | Guinea                                                                               | Hizam Hall, Laayoune, Laayoune |  |
| 21:00               | - Magu 25', 32' - Dos Santos 36' | Reporte   | - B. Keita 18' (pen.), 31' - D. Camara 27', 35' (pen.), 37' (pen.) - Fofana 32', 34' |                                |  |

| 2 de febrero de 2020 | Mozambique                | 2:3 | Egipto                         | Hizam Hall, Laayoune, Laayoune |  |
| 17:30                | - Dos Santos ?' - Mito ?' |     | - Eika ?' - Koki ?' - Bogy 40' |                                |  |

| 2 de febrero de 2020 | Guinea      | 1:5 (0:2) | Angola                                          | Hizam Hall, Laayoune, Laayoune |  |
| 17:30                | - Dramé 38' | Reporte   | - Jó 4', 16', 39' - Osnã 22' - Prado 30' (pen.) |                                |  |

### Fase final
La fase final se celebra el 5 al 7 de febrero de 2020 y en ella participan las dos mejores selecciones
|  | Semifinales          | Semifinales          |   |                      | Final                | Final |  |
|  |                      |                      |   |                      |                      |       |  |
|  |                      |                      |   |                      |                      |       |  |
|  | 5 de febrero de 2020 |                      |   |                      |                      |       |  |
|  | Marruecos            | 4                    |   |                      |                      |       |  |
|  | Angola               | 0                    |   |                      |                      |       |  |
|  |                      |                      |   |                      |                      |       |  |
|  |                      |                      |   |                      | 7 de febrero de 2020 |       |  |
|  |                      |                      |   |                      | Marruecos            | 5     |  |
|  |                      | Egipto               | 0 |                      |                      |       |  |
|  |                      |                      |   |                      |                      |       |  |
|  |                      |                      |   |                      |                      |       |  |
|  |                      |                      |   |                      | Tercer lugar         |       |  |
|  | 5 de febrero de 2020 | 5 de febrero de 2020 |   | 7 de febrero de 2020 | 7 de febrero de 2020 |       |  |
|  | Egipto               | 5                    |   | Angola               | 2                    |       |  |
|  | Libia                | 2                    |   |                      | Libia                | 0     |  |

#### Semifinales
| 5 de febrero de 2020 | Egipto                                              | 2:5     | Libia                          | Hizam Hall, Laayoune,, Laayoune |  |
| 17:30                | - El Ashwal 2', 40' - Eid 23' - Mizo 32' - Moza 39' | Reporte | - Suleiman 20' - Lamhammel 40' |                                 |  |

| 5 de febrero de 2020 | Marruecos                               | 4:0     | Angola | Hizam Hall, Laayoune,, Laayoune |  |
| 21:00                | - Saoud 7', 17' - Jouad 8' - Maimón 33' | Reporte |        |                                 |  |

#### Tercer Lugar
| 7 de febrero de 2020 | Angola                     | 2:0     | Libia | Hizam Hall, Laayoune,, Laayoune |  |
| 17:30                | - Prado 17' - Manocele 40' | Reporte |       |                                 |  |

#### Final
| 7 de febrero de 2020 | Marruecos                                                       | 5:0     | Egipto | Hizam Hall, Laayoune,, Laayoune |  |
| 21:00                | - mohamed 3', 17' - salah mohamed 13' - aissa 23' - ibrahim 27' | Reporte |        |                                 |  |

|                              |
| Bandera de Marruecos         |
| Campeón Marruecos 2.º título |

## Goleadores
| 6 goles - Magu 4 goles - Jó - Abdel Rahman El Ashwal - Ahmed Moza - Achraf Saoud 3 goles - Mostafa Eid - Daouda Camara - Saad Knia - Mohamed Jouad - Soufiane El Mesrar | 2 goles - Manocele - Nonó - Prado - Koki - Mizo - Mohamed Said - Vicente Owono - Mbemba Fofana - Batoura Keita - Hamza Maimón - Anás El-Ayyane - Oséias Dos Santos | 1 gol - Leu - Osnã - Ibrahim Bogy - Ibrahim Eika - Khaled Maradona - Keny - Domingo Manami - Roberto Tobe - Junior Wheeler - Sidina Dramé - Mohamed Aboras - Adham Al-Toumi - Ibrahim Lamhammel - Mohamed Suleiman - Mercyn Jocelyn - Fabrice Pithia - Idriss El-Fenni - Abdelatif Fati - Soufiane Borite - Mito |

## Clasificados al mundial de Lituania
| Bandera de Marruecos | Bandera de Egipto | Bandera de Angola   |
| Marruecos Campeón    | Egipto Subcampeón | Angola Tercer Lugar |

## Transmisión
- Argelia: EPTV
- Angola: TPA
- Benín: ORTB
- Camerún: CRTV
- Egipto: ERTU
- Senegal: rts Senegal 1
- Namibia: NBC
- Nigeriá: NTA
- Somalia: SNTV
- Sudáfrica: SABC